# Irokezi
Irokezi (Iroquois) labavi su plemenski savez (liga plemena ili konfederacija) američkih Indijanaca iz Sjeveroistočnih šuma Sjeverne Amerike, većinom u području današnjeg New Yorka. U vrijeme osnutka saveza neka ova plemena bila su ljudožderska (Mohok), što su njezini utemeljitelji Deganawida i Hiawatha ukinuli. Svojom ekspanzivnom politikom i borbenošću savladali su sve okolne susjede, kako druga irokeška plemena, tako i razne grupe algonkinskih Indijanaca. Na sjever njihovu kontrolu zaustavila su tek plemena borbenih Indijanaca Abenaki i Sokoki, na zapad su se širili sve do zemlje Ojibwa, i na jugu do zemlje Cherokee i Catawba Indijanaca. Prema Lee Sultzmanu (1600.) ih je bilo oko 20,000, uključujući svih pet plemena. Mooney je njihov broj srezao na svega 5. 000, što je svakako pretjerano malo. Potomci Irokeza danas žive po rezervatima u New Yorku, Ontariju, Wisconsinu i Oklahomi. Danas su poznati kao radnici na velikim visinama, radeći na sklapanju čeličnih konstrukcija oblakodera. Godine 2010. bilo je preko 45 000 prijavljenih Irokeza u Kanadi i preko 81 000 u SAD-u.

## Ime
Irokezi sami sebe (kao konfederaciju) nazivaju Haudenosaunee, ili 'narod dugačke kuće' (people of the long house). Algonkinski Indijanci nazivali su ih Irinakhoiw ili 'prave zmije' (vjerojatno čegrtuše). Francuzi kasnije na algonkinski naziv dodaju sufiks -ois što čini Iroquois. Česti naziv kod anglofonskih naseljenika jest Five Nations ili 'Pet naroda', kasnije kada su 1722. Tuscarore pristupili savezu kao šesti narod nazivani su Six Nations. Postojali su i drugi nazivi, pleme Ottawa nazivalo ih je Matchenawtowaig ili 'zle zmije' (eng. bad snakes), Indijanci Ojibwe Nautowa ili 'zmije, guje', (eng. adders). Poznat je i Powhatan naziv Massawomeck.

## Konfederacija Irokezā
Savez Irokeza nastao je oko 1570 godine vjerojatno u kraju oko rijeke Saint Lawrence. U ovom formativnom periodu oni su protjerali cijeli niz plemena koja su kasnije stvorila saveza Hurona. Savez je prema predaji nastao govorom koji je započeo Dekanawida (ili Deganawida; po nekima bio je Huron) 'I am Dekanawidah and with the Five Nations' Confederate Lords I plant the Tree of Great Peace.' Savez se kasnije posvetio ratovima protiv svojih susjeda. U prvoj polovici sedamnaestog stoljeća otjerali su Conestoge s rijeke Susquehanna, njihovih bliskih rođaka. U daljnjim napadima (1648-50) porazili su (uz pomoć pušaka i boginja) plemena saveza Huron. Duhanski Narod (Tobacco Nation) zbrisali su 1649.; Neutralni Narod (Neutral Nation; 1650-51); Erie (1653-56). Kasnije su stradali i Indijanci Illinois i Delaware u prvoj polovici 18. stoljeća. Poharali su i čitavu Virginiju. Na jugu su ih ipak zaustavili Cherokee i Catawba, te Ojibwe na zapadu. Irokezi su bili gorki neprijatelji Francuza, klasičnih saveznika i prijatelja kanadskih Hurona i Abenaka. Oni su bili saveznici Nizozemaca i kasnije Engleza. Od njih su dobivali vatreno oružje i artikle za trgovinu. U vrijeme Američke revolucije većina Irokeza bila je na engleskoj strani, no Amerikanci su dobili rat pa su morali otići u Ontarijo, gdje još mnogi žive. Mnogi Onondaga i Seneka ostali su na rezervatima u New Yorku, dok su Oneide kasnije preseljeni u Wisconsin.

### Plemena
- Kajuga, Goioguen-aga 'ljudi iz mjesta odakle skakavci dolaze' (locusts-coming-out-of-place people), držali su područje između Seneka na zapadu i središnjih Onondaga. U savezu označavani su imenom (čuvarima) Velike lule (those of the great pipe), to jest kalumeta (calumet).
- Mohok, najistočniji, isprva zvani Ganienge-haga, danas sebe zovu Kanienkehaka, novija varijanta, značenje je 'ljudi s mjesta kremena' (flint place people), oni su čuvari Istočnih vratiju (keepers of the eastern door)
- Oneida, Oneniote-aga, drugo pleme s istoka, odnosno zapadni susjedi Mohawka
- Onondaga. Središnja grupa, selo Onondaga imalo je funkciju današnjeg glavnog grada. Oni su ranije nazivani Onondage-ga 'ljudi s planine' (mountain place people), Onondage su u konfederaciji zvani 'čuvari vatre' (keepers of the fire) ili 'čuvari wampuma' (wampum keepers)
- Seneka, čuvari su 'Zapadnih vratiju' (keepers of the western door), Tsonontowaga ili Tsonnontouan, 'veliki planinski ljudi' (big mountain people). Oni su bili zapadna predstraža Irokeza.

## Lokacija
Irokezi su kontrolirali područje između Schoharie Creeka do rijeke Genesee, i od St. Lawrence do Susquehanne, današnje Sjedinjene Države i Kanada. Njihovo područje bilo je okruženo Algonquianskim plemenima kamo su često prodirali, vršili pljačkaške pohode, otimali žene, djecu i druge ratne zarobljenike. Svojom ekspanzijom Irokezi su širili područje svoje dominacije ali su istovremeno adoptirali mnoge druge narode i gubili čistokrvnost.

## Jezik
Jezik, odnosno jezici, Irokeza pripadaju irokeškoj porodici, koja je dobila ime po njima. Najveću srodnost postoji između jezika mohok i oneida i kajuga i seneka. Ostali jezici porodice su huron, ili wyandot, susquehanna, erie, cherokee, tuscarora, meherrin, nottaway i dijalekti drugih manjih plemena.

## Organizacijska struktura društva
Irokezi su bili labavi savez plemena, možda slično kao Asteci. Svako pleme odlučivalo je o samo o sebi. O stvarima koje su se ticale čitave zajednice odlučivali su 'sachemi' (sachem = poglavica) svih plemena. Svako pleme u Irokeza bilo je podijeljeno na klanove (prema Morganu, na rodove). Klanovi su kod svih Irokeza bili egzogamni, a nasljeđe matrilinearno, boravište je bilo matrilokalno. Muž se nakon rođenja prvog djeteta selio u ženin dom. Senece su imali 8 ovakvih klanova (to su bili vuk, medvjed, kornjača, dabar, jelen, šljuka, čaplja i jastreb); Indijanci Cayuga imali su klanove (vuk, medvjed, kornjača, dabar, jelen, šljuka, jegulja i jastreb); Onondaga (vuk, medvjed, kornjača, dabar, jelen, šljuka, jegulja i klupko); Indijanci Oneida i Mohawk (vuk medvjed i kornjača). Osim kod Oneida i Mohawka, svako pleme bilo je podijeljeno i na dvije fratrije, odnosno bratstva (neki kažu ženidbene klase). Kod Seneka svaka fratrija imala je četiri klana, kod Cayuga i Oneida bilo je po 5 klanova u jednoj fratriji i po 3 u drugoj. Ženidba unutar fratrije bila je zabranjena, to jest, bile su egzogamne. Fratrije ili bratstva bile su naravno rivali u raznim aktivnostima, sportskim igrama i drugom.
Poglavice je svako pleme biralo za sebe. Svako pleme biralo je i poglavicu koji će ih zastupati u konfederaciji, o njemu su kasnije odlučivali poglavice koje su već izabrane na tom mjestu. On je mogao biti, ali i nije morao biti i prihvaćen. Ako bi bio odbijen, dotično pleme slalo je drugog kandidata, i tako sve dok jedan ne bude prihvaćen. Bilo je uvijek važno da bude pripadnik klana koji je određen za tu plemensku titulu. Poglavica automatski gubi svoje staro ime i dobiva novo, ono mu je i titula i ime. Važno je napomenuti da su 'matrifokalni' Irokezi za poglavice prihvaćali i žene. Ona je jako često primana na te položaje. –Veoma srodni Tuscarora također su imali klanove slične Irokezima, medvjed, dabar, šljuka, jegulja, ali su imali dva vuka (žuti i sivi, u istoj fratriji), imali su i dvije kornjače (veliku i malu), ali je klan jelena kod njih bio istrijebljen još u Morganovo vrijeme.
Svako pleme u savezu zastupano je od određenog broja poglavica. Mohawki su imali 9 poglavica, Oneida (9), Onondaga (14), Cayuga (10) i Seneka (8). Pridošli Tuscarore, nisu imali prava prisustvovati vijećima iako su bili primljeni u savez. Naziv svakog položaja istovremeno postaje i ime poglavice u toku vršenja njegove službe. Bilo je 50 'sachema', ustvari biralo se samo 48 jer na mjestu Hiawathe i Deganawide nije biran nitko, ponašalo se međutim, kao da tamo sjede. Ovi sachemi pripadali su različitim klasama, i uvijek su bili iz istog klana.

### Mohawk
Sachemi 1. klase kod Mohawka pripadali su klanu Kornjača; 2. klase, klanu Vuka; oni iz 3. klase (Medvjedu).
Mohawks.
I. 1. Da-gä-e’-o-gă (‘Neutral.’ ili ‘the Shield.’ Neutralni ili Štit) 2. Hä-yo-went’-hä ( ‘Man who Combs.’ Čovjek koji se češlja) 3. Da-gä-no-we’-dä (‘Inexhaustible.’ Neiscrpni). Ova klasa poglavica pripada klanu Kornjača
II. 4. So-ä-e-wä’-ah (‘Small Speech.’ Tihi Govor) 5. Da-yo’-ho-go (‘At the Forks.’ Kod Račve) 6. 0-ä-ä’-go-wä (‘At the Great River.’ Kod Velike Rijeke). Druga klasa poglavica pripada klanu Vuk.
III. 7. Da-an-no-gä’-e-neh (‘Dragging his Horns.’ 'Onaj koji vuče svoje rogove') 8. Sä-da’-gä-e-wä-deh (‘Even- Tempered.’) 9. Häs-dä-weh’-se-ont-hä (‘Hanging up Rattles.’ ) Treća klasa pripada klanu Medvjed.

### Oneida
Kod Oneida isto postoje 3 klase sachema. Prva klasa pripadala je rodu Vuka; druga klanu kornjača; i 3. klanu Medvjeda. To su bili:
I. Ho-däs’-hä-teh (‘A Man bearing a Burden.’ 'Čovjek koji nosi teret') 2. Ga-no-gweh’-yo-do (‘A-Man covered with Cat-tail Down.’ 'Čovjek prekriven mačjim krznom') 3. Da-yo-hä’-gwen-da (‘Opening through the Woods.’ 'Otvor kroz šumu')
II. 4. So-no-sase’ (‘A. Long String.’ 'Duga uzica') 5. To-no-ä-gǎ’-o (‘A Man with a Headache.’ 'Čovjek s glavoboljom') 6. Hä-de-ä-dun-nent’-hä (‘Swallowing Himself.’ 'Čovjek koji se guta')
III. 7. Da-wä-dä’-o-dä-yo (‘Place of the Echo.’ 'Mjesto odjeka') 8. Gä-ne-ä-dus’-ha-yeh (‘War-club on the Ground.’ 'Ratna kijača na tlu') 9. Ho-wus’-hä-da-o (‘A Man Steaming Himself.’ 'Čovjek koj se puši')

### Onondaga
Indijanci Onondaga imali su 4 ili 5 klasa sachema. Kod njih su sachemi istih klasa pripadali raznim klanovima, ipak uvijek određenim. Situacija je kod Onondagas.
- I. 1. To-do-dä’-ho.[19] 2. To-nes’-sa-ah. 3. Da-ät-ga-dose.[20] (19. ‘Tangled,’ 'Zapetljani', klan 'Bear', ili 'medvjed'; 20. ‘On the Watch,’ 'Na straži', klan 'Bear')
- II. 4. Gä-neä-dä’-je-wake.[21] 5. Ah-wä’-ga-yat.[22]- 6. Da-ä-yat’-gwä-e. (21. ‘Bitter Body,’ 'Gorko tijelo', klan Šljuka 'Snipe'; 22. klan 'Turtle' ili 'Kornjača')
- III. 7. Ho-no-we-nă’-to.[23] (23. ovaj je poglavica bio nasljedni čuvar pojasa od školjki 'wampuma', pripadao je klanu Vuk).
- IV. 8. Gä-wǎ-nǎ’-san-do.[1] 9. Hä-e’-ho.[2] 10. Ho-yo-ne-ä’-ne.[3] 11. Sa-dä’-kwä-seh.[4] (1. klan, Deer ; 2. klan Deer; 3. klan, Turtle; 4. klan Bear)
- V. 12. Sä-go-ga-hä’.[5] 13. Ho-sa-hä’-ho.[6] 14. Skä-no’-wun-de.[7] (5. ‘Having a Glimpse,’ Deer; 6. ‘Large Mouth,’ ili 'Velika usta', klan Turtle; 7. ‘Over the Creek,’ 'Preko potoka', klan Kornjača ili Turtle.)

### Cayuga
Pleme Cayuga imalo je 3 klase sachema s mješovitim klanovima 
- I. 1. Da-gä’-ă-yo.[8] 2. Da-je-no’-dä-weh-o.[9] 3. Gä-dä’-gwä-sa.[10] 4. So-yo-wasé.[11] 5. Hä-de-äs’-yo-no.[12] (8. ‘Man Frightened.’ 'Uplašeni čovjek', klan Deer; 9. klan Heron /Šljuka/; 10. klan Bear; 11. Bear; 12. Turtle ili Kornjača)
- II. 6. Da-yo-o-yo’-go.[13] 7. Jote-ho-weh’-ko.[14] 8. De-ä-wate’-ho.[15] (13. nije ustanovljeno; 14. ‘Very Cold,’ 'Vrlo hladni, klan Turtle; 15. Heron)
- III. 9. To-dä-e-ho’.[16] 10. Des-gä’-heh.[17] (16. klan Šljuka ili Snipe; 17. klan Šljuka ili Snipe)

### Seneka
Indijanci Seneka, 'Čuvari zapadnih vrata' imali su 4 klase sachema
I. 1. Ga-ne-o-di’-yo (‘Handsome Lake,’ Lijepo jezero, klan kornjača) 2. Sä-dä-gä’-o-yase (‘Level Heavens.’ Nebeska Ravnica' Klan Snipe ili Šljuka)
II. 3. Gä-no-gi’-e (Klan Turtle) 4. Sä-geh’-jo-wä (‘Great Forehead,’ Veliko Čelo, klan Hawk)
III. 5. Sä-de-a-no’-wus (‘Assistant,’ Pomoćnik, klan Bear) 6. Nis-hä-ne-a’-nent ( ‘Falling Day,’ Dan koji nestaje. Klan Snipe)
IV. 7. Gä-no-go-e-dä’-we ( ‘Hair Burned Off,’ Spaljena Kosa, Klan Snipe) 8. Do-ne-ho-gä’-weh (‘Open Door’, Otvorena vrata, klan Wolf)

## Običaji
Irokezi su šumski narod, kretali su se pješice šumom i uvijek su bili u lovu ili ratu.
Muškarac je često veoma dugo bio na takvim putovanjima. Popularne kokice ili 'pop corn' njihov je proizvod, Irokez ga je nosio sa sobom na svojim dugačkim putovanjima.
Obrada polja i uzgoj kukuruza glavno je zanimanje žena, njezin posao je i domaćinstvo, čuvanje djece, sakupljanje drva, nošenje vode i drugi poslovi. Irokeška polja zasađena kukuruzima, njihovom glavnom kulturom, bila su ogromna za ono vrijeme.
Prema jednom izvještaju iz 1667. godine (prema Evi Lips), vojnici francuskog guvernera sedam su dana uništavala polja kukuruza samo četiri irokeška sela, prema Charlevoixu, bilo ga je oko 1,000,000 bušela.
Za zaštitu svojih polja od ptica Irokezi su imali organiziranu zašititu. U poljima su podizali platforme s kojih su žene mogle plašiti i tjerati ptice. Scenu ovakvog čuvanja kukuruza ovjekovječio je Eastman na svojoj slici.
Grah, druga značajna kultura Irokeza sađen je uz kukuruz uz koji se mogao ovijati i rasti. Ovakav običaj danas uobičajen u Europi primili smo od Indijanaca.
Sela su kod Irokeza bila opasana palisadama radi zaštite od napada drugih plemena, posebno njihovih krvnih neprijatelja Hurona.
Kultura Irokeza je tipa Istočnih šuma. Muškarci su se bavili lovom na jelene i drugu manju divljač.
Naziv naroda "narod dugačke kuće" nije slučajan. Oni su, za razliku od nekih drugih indijanskih plemena, stanovali u "dugim kućama", a ne u wigwamima ili u pueblima. Kuće u kojima su živjeli, poznate kao 'long houses', postale su im simbol kao što je to i 'irokeška frizura'. Ove kuće bile su kolektivne i svaka obitelj imala je svoje mjesto u takvoj kući.
Sela su radili uz rijeku, ali na mjestima gdje je činila "zavoje", odnosno u užem "kutu" kojeg su činili ti zavoji. Ali, prije svega, sela su bila na nekakvoj uzvisini, odnosno na malo višem položaju od okolnog zemljišta.

## Panteon
- Adekagagawaa – veliki duh, u vidljivom Aspektu Sunca, on vlada nad duhovima vremena i svih godišnjih doba.
- Areskoui – veliki duh, zaštitnik lova i rata.
- Ataentsic ili Atseatsine 'žena koja je pala na Zemlju' – Prva žena, majka of Yoskeha i Tawiskaron. Žena Atseatsan-ova. Ona je pala na zemlju dok je lovila medvjeda, da bi pripremila 'medicinu za svog supruga. Pripisuju joj dobre pa loše osobine. Majka je zlog Tawiskaron-a.
- Atseatsan – prvi muškarac, muž Ataentsic-in. Solarno božanstvo. On i njegova supruga pomažu Suncu da se izdigne na nebo, pridržavajući ga dok ne postane prevruće.
- Awataerohi – duh bolesti. On ulazi u tijelo osobe koja onda oboli. Postoji 12 vrsta Awataerohi-bolesti. Svaka se liječi posebnim plesom.
- Bean Woman – žena grah, jedna od 3 sestre (ostale dvije su Corn i Squash Woman). To su tri glavne kulture Irokeza, nazivaju ih Tri sestre.
- Cannibal Woman
- Corn Woman – žena kukuruz, jedna od Tri sestre.
- Dagwanoenyent – duh tornada, kćerka je vjetra.
- Dahdahwat – Opasna prikaza iz snova.
- Dajoji – duh Zapadnog vjetra.
- Deadoendjadases – div ljudožder koji živi sa svoje tri sestre.
- Deagahgweoses – Zaštitnik duhana.
- Dehotgohsgayeh – div koji živi na jugu, zaštitnik 'hickory-drveta ( ), drvo iz porodice oraha (Juglandaceae). On pomaže ljudima a povezuju ga s medvjedima i gromom.
- Djieien – monstruozni duh pauka, velik i zao.
- Djigaahehwa – klasa nižih duhova, imaju autoritet nad biljem, posebno rastu ljekovitog bilja.
- Djoeaga – duh rakuna, čest u mnogim pričama.
- Doonongaes – dvorožni, rogata zmija koja živi u jezerima
- Faces in the Forest – klasa duhova iz duboke šume.

## Povijest
Irokezi su se sredinom 17. stoljeća naoružali nizozemskim puškama i stekli prednost nad narodima luka i strijele. Oni haraju cijelim područjem do Američke revolucije. Za njih ona je značila propast. Umiješali su se u ovaj rat ali svako pleme za sebe, ne više kao konfederacija. Svi osim Oneida pridružili su se Britancima ali su Britanci izgubili rat. Oneide, ostavši 'crne ovce', zbog osvete od ostalih Irokeza morali su bježati iz toga kraja. Vlada ih je sklonila u Wisconsin gdje i danas žive.

## Irokezi danas
- Lewis Henry Morgan (9. od 13 djece), otac američke antropologije. Proučavao je društvenu strukturu Irokeza i drugih domorodaca Sjeverne Amerike. Rođen 1818, blizu Aurore u New Yorku.U Americi Irokezi danas žive na rezervatima

(Caughnawaga}: upravo južno od Montreala u Quebecu, pleme Mohawk.
Oka: na rijeci Ottawa.
St. Regis: južno od Cornwalla, Ontario. 
Deseronto: istočno od Bellevillea, Ontario. 
Six Nations Reserve: kod Brantforda, Ontario. Na njemu žive pripadnici svih irokeških plemena. 
Oneida: jugozapadno od Londona, Ontario. Pleme Oneida 
Gibson (Wahta): jugoistočno od Georgian Baya, Ontario (kod grada Bala), Pleme Mohawk. 
- U New Yorku imaju također više rezervata i zajednica:

Akwesasne (St Regis} Reservation: na sjeveru New Yorka. Mohawk Nation. 
Ganiengeh: blizu grada Altona, sjeverno od Plattsburga. Mohawk 
Kanatsiohareke: blizu Fonde. Mohawk Nation .
Oneida: blizu Oneide, Madison Co., Oneida Nation. 
Onondaga: južno od Syracuse, Onondaga Nation. 
Tonawanda: jugoistočno od Lockporta. Seneca Nation. 
Allegany : između Jamestowna and Oleana. Seneca Nation. 
Tuscarora: blizu Lewistona, sjeverno od Niagara Fallsa, Tuscarora Nation. 
Cattaraugus: sjeverozapadno od Gowande, Seneca Nation. 
- U Wisconsinu žive, kao što je već rečeno, Oneide koji su morali pobjeći pred bijesom ostalih Irokeza, zbog svog savezništva s Amerikancima u Građanskom ratu. Rezervat im se nalazi kod Green Baya.

Najjužniji Seneca-Cayuga (dijelom porijeklom od Erie Indijanaca) nastanjeni su u Oklahomi kod Turkey Forda.
Mnogi su Irokezi danas poznate osobe kao glumica Alex Rice (), glumac August Schellenberg, Billy Two Rivers (wrestling-borac), svi iz plemena Mohawk i veoma poznati Graham Greene iz plemena Oneida (ovo je lica zasigurno poznato svim filmofilima ). 
- Danas većina ipak živi prosječnim američkim životom, kako u urbanim, tako i u ruralnim zajednicama. Na rezervatima postoje kockarnice koje su glavni izvor zarade gotovo svim rezervatskim Indijancima. Van rezervata rade najviše za razne građevinske tvrtke, jer je još od prvih kontakata s bijelcima kod njih ustanovljena sposobnost odličnog podnošenja velikih visina.

## Zanimljivosti
Kod Irokeza postoji športski savez koji danas nastupa nezavisno u međunarodnim športskim natjecanjima, a i polučio je športske uspjehe - irokeška lacrosseaška momčad je na SP-ima u lacrosseu 2003. i 2007. godine osvojila druga mjesta.

## U umjetnosti

### Film
- Vučje bratstvo (u izvorniku: Le Pacte des loups), fra. film, 2001.

## Vanjske poveznice
- Iroquois
- Irokezi danas
- Slika: Irokez  Arhivirana inačica izvorne stranice od 27. rujna 2007. (Wayback Machine)
- Irokez s tipičnom frizurom
- Irokeški muzej - duge kuće